# Смирнов, Александр Петрович (дипломат)
Алекса́ндр Петро́вич Смирно́в (род. 13 июля 1944) — российский дипломат. Чрезвычайный и полномочный посланник 1 класса.
Окончил Московский государственный институт международных отношений (МГИМО) МИД СССР (1967), курсы при Дипломатической академии МИД СССР (1983) и факультет повышения квалификации при Дипломатической академии МИД СССР (1989). 
С 16 марта 1993 по 28 августа 1998 года — чрезвычайный и полномочный посол Российской Федерации в Португалии.
Женат, имеет сына и дочь.